# Elasmus impudens
Elasmus impudens är en stekelart som beskrevs av Girault 1912. Elasmus impudens ingår i släktet Elasmus och familjen finglanssteklar. Inga underarter finns listade i Catalogue of Life.